# Elasmotherium
Elasmotherium ("tunnplattiga odjuret") är ett utdött släkte av jättelika noshörningar. Släktet levde i nuvarande Asien under tidsepokerna pliocen och pleistocen (3,6 milj-126 000 år sedan, eventuellt senare).
Elasmotherium var ungefär 2,7 meter hög och sex meter lång och hade ett troligen relativt långt horn i pannan (eftersom detta horn självt inte finns bevarat i fossila ben av djuret, endast den förhårdnade "rot" det satt på, har dess storlek varit en mycket omdiskuterad fråga bland kvartärpaleontologer och alla uppgifter får anses som gissningar). De vuxna djuren tros ha vägt mellan tre och fyra ton. Elasmotheriums tänder påminde om hästsläktets och den betade troligen gräs och örter från marken samt blad från låga trädgrenar. 
Det finns en teori att Elasmotherium överlevde längre än vad den etablerade forskningen hävdar, nämligen så sent som till ungefär 10.000 år sedan. Släktet ska ha överlevt i ett bälte genom Mongoliet, norra Kina och sydöstra Ryssland (på den asiatiska sidan). I den mån det fanns människor i området under den här perioden skulle deras möten med Elasmotherium, enligt denna hypotes, ha kunnat vara källan till myten om enhörningen.

## Systematik
För närvarande är fyra arter kända:
- E. sibiricum (typart)
- E. caucasicum
- E. inexpectatum
- E. peii